# ویلمسهاگن (زوندهاگن)
ویلمسهاگن (به آلمانی: Wilmshagen) یک منطقهٔ مسکونی در آلمان است که در زوندهاگن واقع شده‌است. ویلمسهاگن  ۲۹۳ نفر جمعیت دارد.